# Neogastromyzon
Neogastromyzon is een geslacht van straalvinnige vissen uit de familie van de steenkruipers (Balitoridae).

## Soorten
- Neogastromyzon brunei Tan, 2006
- Neogastromyzon chini Tan, 2006
- Neogastromyzon crassiobex Tan, 2006
- Neogastromyzon kottelati Tan, 2006
- Neogastromyzon nieuwenhuisii Popta, 1905
- Neogastromyzon pauciradiatus (Inger & Chin, 1961)